# Пономаренко Данило Вікторович
Данило Вікторович Пономаренко (2000—2023) — капітан збройних сил України, учасник російсько-української війни.

## Життєпис
Народився 22 лютого 2000 року в місті Білопілля Сумської області. В 2015 році закінчив Білопільську загальноосвітню школу №2. В 2017 закінчив Кадетський корпус імені Харитоненка. У 2017—2021 роках навчався у одеській військовій академії. Отримав звання лейтенанта. У жовтні 2021 став до лав збройних сил України. 
У червні 2023 року призначений командиром десантно-штурмової роти в 95-й десантно-штурмовій бригаді.
Загинув 1 жовтня 2023 року в місті Куп'янськ Харківської області.

## Нагороди
- Орден Богдана Хмельницького II ступеня[1].
- Орден Богдана Хмельницького III ступеня[2].
- Медаль «За військову службу Україні».
- Відзнака головнокомандувача «Сталевий хрест».
- Відзнака головнокомандувача «За доблесну військову службу Батьківщині».
- Відзнака «Хрест пошани».
- Іменна вогнепальна зброя.